# Кујава Раденовић
Кујава Раденовић је била краљица Босне у периодима 1399—1404. и 1409—1416. године као друга од три супруге краља Стефана Остоје.

## Биографија
Кујава је била сестра или блиска рођака кнеза Павла Раденовића. Године 1399. удала се за краља Стефана Остоју, након што се он развео од своје прве супруге, краљице Витаче. Краљ Остоја са оженио Кујавом због њене блиске родбинске везе с моћним кнезом Раденовићем. Њихов син Стефан Остојић, постаће касније босански краљ.
Године 1404. Стефан Остоја је збачен са престола на који долази његов полубрат Стефан Твртко II Котроманић, да би био поново враћен на престо 1409. године.
Брак краља Остоје и Кујаве почео се распадати 1415. године, када је у завери у којој је учествовао сам краљ убијен краљичин блиски рођак, кнез Павле Раденовић.
Када је следеће године умро војвода Хрвоје Вукчић Хрватинић, његове поседе је заузео брат Хрвојеве удовице, војвоткиње Јелене. Остоја је искористио дату прилику и развео се од Кујаве, те оженио војвоткињу Јелену. Остоја је тако прекинуо свој сада политички неповољан брак с Кујава, те, оженивши Јелену, стекао Пливску и Лучку жупу с Јајцем. Овај Остојин чин довео је до размирица са сином којег је имао са Кујавом.
Године 1418. умире Кујавин бивши муж Стефан Остоја, те круну Босанског краљевства наслеђује Кујавин син Стефан Остојић. Кујава је тада постала моћна и утицајна. Између ње и краљице Јелене беснео је сукоб који је слабио краљевство. Овај сукоб је окончан у лето 1419. године, када је Кујавин син, под Кујавиним утицајем, наредио да се краљица Јелена затвори. Краљица Јелена је умрла 1422. године, највјероватније убијена по наређењу Кујавином. Кујава је учествовала у свакодневном политичком животу Босне за време владавине свога сина. Саветовала га је и утицала на његове одлуке, попут одлуке да поправи своје односе са Дубровчанима.
Након смрти њеног сина краља Стефана априла 1421. године, Кујава је од Дубровчана тражила да је препоруче код новога краља, брата њеног мужа и њеног најљућег непријатеља, Стефана Тврткоа II Котроманића, што су Дубровчани и учинили. Пошто је била у тешкој финансијској ситуацији, дубровачка влада јој је обезбедила пензију. Касније се обраћала Дубровнику са другим захтевима, али није познато којим.